# 1994年のF1世界選手権

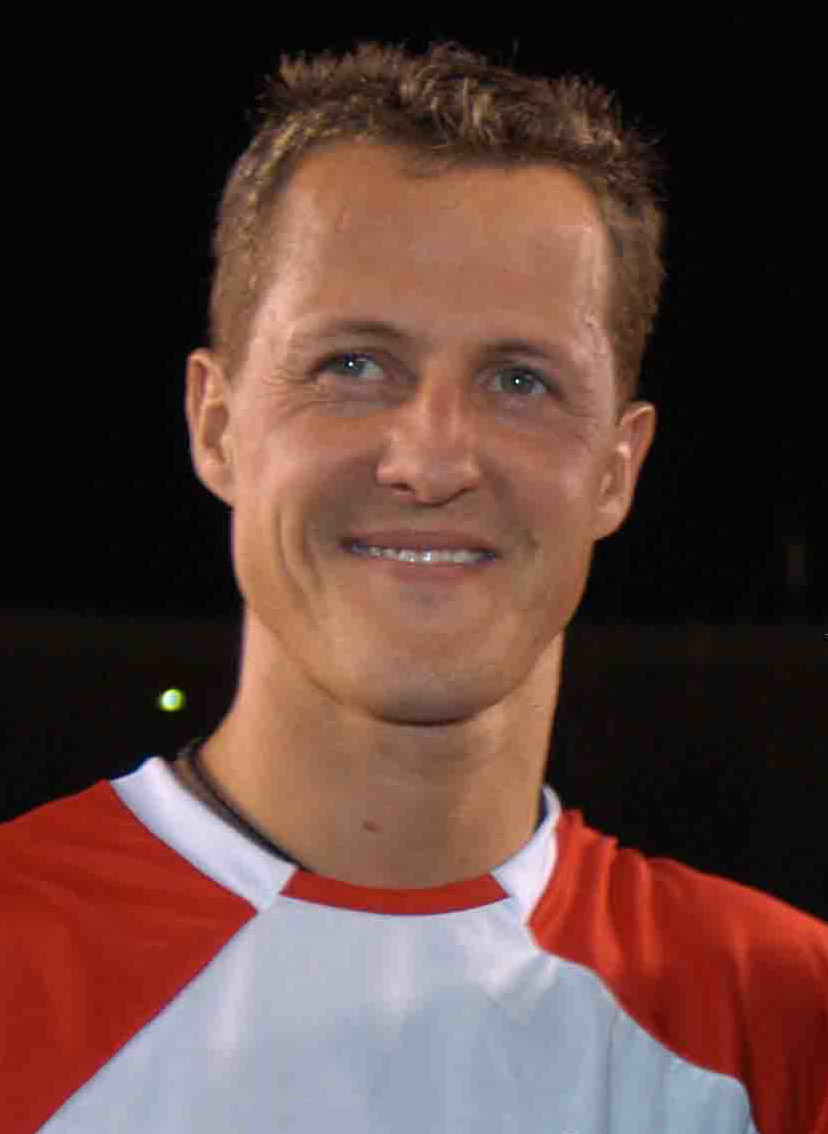
1994年のF1世界選手権においてドライバーズタイトルを獲得したミハエル・シューマッハ

1994年F1世界選手権（1994ねんのエフワンせかいせんしゅけん）は、FIAF1世界選手権の第45回大会である。1994年3月27日にブラジルで開幕し、11月13日にオーストラリアで開催される最終戦まで、全16戦で争われた。

## シーズン概要

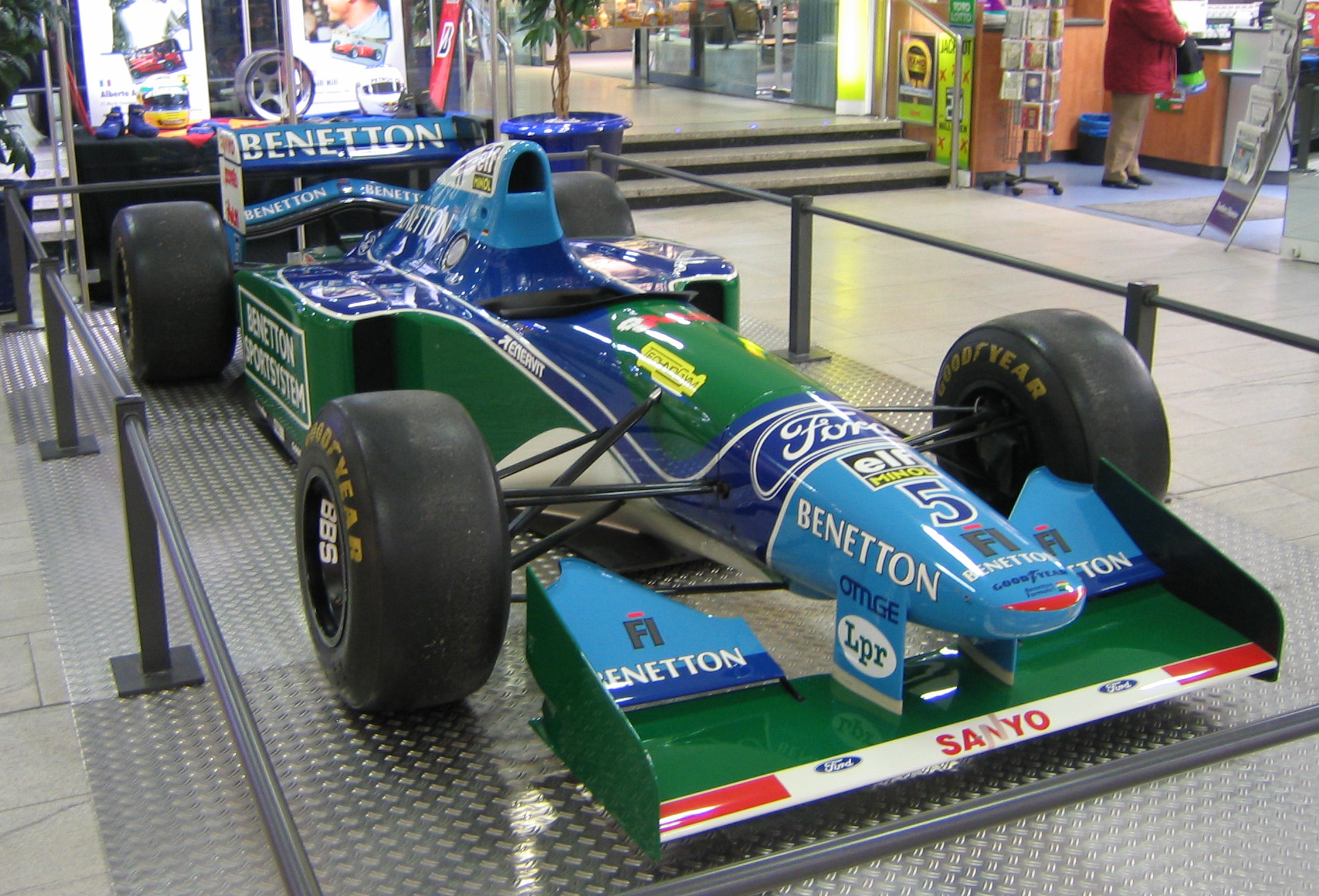
ベネトン B194

ベネトンから参戦したミハエル・シューマッハが初めてのワールドチャンピオンに戴冠したシーズンである。シューマッハは開幕戦から第7戦目までを6勝2位1回という圧倒的な成績を収め、ドライバーズチャンピオンシップを大きくリードしたものの、第8戦イギリスGP以降はレース中の違反行為に対するペナルティによる出場停止処分や失格処分を受け、ウィリアムズのデイモン・ヒルに差を縮められる結果となり、最終的にはシューマッハとヒルによる白熱したタイトル争いとなった。タイトル争いはシューマッハがわずか1ポイントリードをしてシーズン最終戦を迎え、決勝レース中の両者接触による両者リタイアという決着となり、シューマッハがF1フル参戦3年目にして初めてのワールドチャンピオンに輝いている。白熱した選手権の一方で、ハイテクデバイス使用禁止の影響を受けて、シーズン開幕前のテスト走行の段階から事故が多く、各チーム、ドライバーの負傷欠場が多かった年でもあった。特に第3戦サンマリノGPにおいて、F1では12年ぶりとなる死亡事故（ローランド・ラッツェンバーガーとアイルトン・セナ）が起こってしまっている。また、アクシデントはドライバーに限らず、ピットレーンや1982年シーズン以来復活したレース中での給油においても起こっており、あらゆる面からF1の安全性が議論され、レギュレーションが見直された年でもあった。

### ハイテク禁止と給油作戦復活
FIA会長マックス・モズレーの方針により、F1の競技性を見直すレギュレーションの改訂が行われた。1990年代のF1マシンはトラクションコントロール（TCS）、アクティブサスペンション、アンチロック・ブレーキ・システム（ABS）などのハイテク装備が急速に進化していた。1992年には実用の域に達し、1993年はほとんどのチームが性能に差はあれどハイテク装備を使用した年となった。ただし、92年の経過を受け、93年のレギュレーションにおいて、車体に関するレギュレーション変更を行い一定のブレーキをかけようとしたが、最終的には92年と大差ないスピードを取り戻した。そのため、FIAは大鉈を振るうことを決断。開発コストの抑制やドライバー同士のバトルを増やすという方針からそれらは廃止された（セミオートマチックギアボックスやパワーステアリングは合法とされた）。また、レース中の順位変動を活発化しエンターテイメント性を高めるため、1983年以来となるレース中の再給油が許可された。
FIAからすれば、ハイテク装備の性能によってレース結果が左右される状況が緩和されることを期待していた面もあった。ところが、ハイテク装備禁止という規定は92年から案として出ていたものの、F1マシンというのは翌年のマシン開発のために数か月かかるのが常識であったことや過去の事例から、禁止する方向に進んでも発表されてから数年後になるという見方が大多数を占めていた。そんななか、93年シーズン途中に94年からハイテク装備が禁止されることが決定した。だが、急な変更によりマシン開発は混乱をきたしたうえ、ベネトンのようにハイテクに頼らないマシン開発をしていたチームは比較的上手く対応したが、ウィリアムズのように変更がないことを前提に開発していたチームは対応に苦慮した。そもそも、ハイテク装備は多かれ少なかれマシンの高速化の対応に一役買っていたのだが、ハイテク装備禁止以外のレギュレーション変更がなかったため、前年よりマシンの平均速度が上昇する可能性があったにもかかわらず、変更を実施した場合の問題の検証がされているとは言えなかった。その結果、制御が著しく不安定となったマシンが続出。これがイモラでの悲劇の遠因となり、結果的にレギュレーション変更が裏目に出てしまった年となった。またピットでの給油作業では懸念された通りの出火事故が起こり、ドイツGPでヨス・フェルスタッペンとベネトンのピットクルーが火傷を負った。また、ハイテク装備の禁止のうちエンジンコントロールユニットのプログラムで制御するTCSを完全に規制することは困難で、数チームが使用疑惑をかけられた。

### サンマリノGPの悲劇とその後の安全問題
2月に行われたシルバーストンのテストで、J.J.レートのマシンが大クラッシュ。レートは頸骨を骨折する大怪我を負い開幕2戦を欠場。さらにブラジルGP後のテストで、ジャン・アレジが負傷し2戦欠場となった。

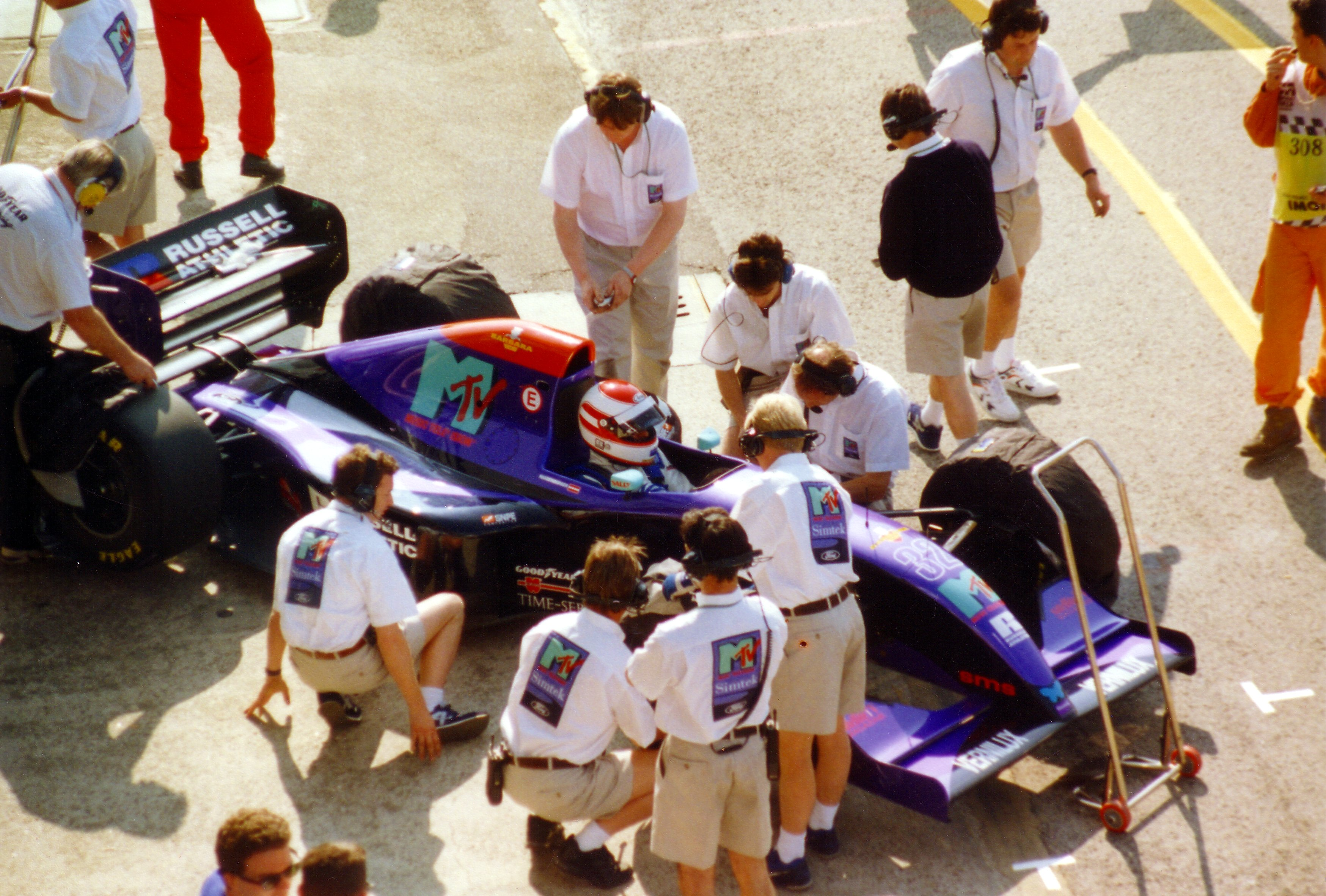
予選中のクラッシュで死亡したローランド・ラッツェンバーガー（写真はピットにて）

5月のサンマリノGPでは、まず金曜予選中にルーベンス・バリチェロがクラッシュ。命に別状はなかったものの、鼻の骨を折り決勝の欠場が確定した。続く土曜予選では、フロントウイングが脱落してコントロールを失ったシムテックのローランド・ラッツェンバーガーがヴィルヌーヴ・コーナーでクラッシュし死亡。そして日曜の決勝では、トップを走行していたアイルトン・セナがタンブレロ・コーナーでクラッシュし死亡した。決勝ではセナの事故以外にも、スタート直後にJ.J.レートとペドロ・ラミーが接触し、舞い上がったパーツが観客に当たって負傷させたり、ピットインしたミケーレ・アルボレートのマシンから外れたタイヤがピットクルーを巻き込んで負傷させるなど、大事故が多発した。F1開催中の死亡事故は1982年のリカルド・パレッティ以来（テスト走行では1986年にエリオ・デ・アンジェリスが死亡）となり、カーボンモノコックの普及により築かれた安全神話は打ち砕かれた。このGP中の事故の多発も含め、3度のワールドチャンピオンに輝いたセナの突然の死は母国ブラジルだけでなく、世界中のモータースポーツファンに大きな衝撃を与えた。
そのため、相次ぐ死傷事故に早急な安全対策が求められたが、本格的な変更はモナコGP後に実施される予定であった。だが、5月12日のフリー走行中、カール・ヴェンドリンガーが一時意識不明に陥る事故が起きた。これを受け、ドライバーが結束しGPDAを再興。FIAに安全について要求した。それを受けFIAはモナコGPはピットレーンにおける制限速度を即導入し、スペインGPではマシンに規制を行うという追加のレギュレーション変更を正式に発表。だが、発表されたのは5月13日、スペインGPの開始日は5月27日、決勝戦は5月29日なため、最大でも2週間の猶予しかなく、急場の改造によってむしろ危険性が増すのではないかという不安を招いた。そして、それは現実となり、ペドロ・ラミーが別のコースでスペイン仕様のマシンをテスト中、リアウィング脱落によって大クラッシュを喫し、全治1年とも言われる重傷を負った。そのうえ、スペインGPの予選走行中、ラッツェンバーガーの代役アンドレア・モンテルミーニが脚を骨折。参加チームによる批判はさらに高まり、FIAもスペインGPの一件を経て場当たり的な変更から安全性を重視したうえで変更するようになった。
また、全体的に見ればシーズン中にレギュレーションが改訂されつづける異例の事態（詳細はF1レギュレーションの「1994年シーズン途中から」を参照）となり、サーキットの安全性も指摘され、ベルギーGPでは名物の高速コーナー、オー・ルージュに仮設シケインが設けられた。そして、シーズン終了後、シーズン中の事故の多発を受け、まずサーキットの安全対策が徹底されることとなった。また、レギュレーション変更だが、性能の格差解消は継続していたものの、安全性に重点が置かれるようになり、以降はテストや項目をクリアしていないマシンの参加は認めないという方針に舵へきっていくこととなる。

## シューマッハとヒルによるチャンピオン争い

### シューマッハのスタートダッシュ
この年から過去2年、ナイジェル・マンセルとアラン・プロストが圧倒的な強さでチャンピオンに戴冠していたウィリアムズにアイルトン・セナが加入をした。開幕戦の時点では、そのセナに対して他のチームやドライバーがどこまで肉薄できるのかがドライバーズチャンピオンシップの注目のポイントとなっていた。開幕するとセナは下馬評通り3戦連続でPPを獲得したものの、ウィリアムズのFW16は空力的な冒険をしており、ハイテクデバイスの禁止も相まって走行の安定性を欠いた部分を見せ、セナは開幕戦から2戦連続でリタイアという出足となった(開幕2戦目は1コーナーで後ろから追突をされてのリタイア）。そんな中ベネトンのミハエル・シューマッハが開幕から連勝を飾り、セナが事故死した第3戦のサンマリノGPをも制し、チャンピオンシップをリードする展開となった。シューマッハは第7戦フランスGP終了時点までに6勝を積み上げ、勝利を逃し2位となった第5戦スペインGPもギアボックスのトラブルによって5速ギアしか使えない状態での結果であり、セナ亡き後、シューマッハの速さは他を圧倒していた。ポイントにおいてもシューマッハが66ポイント、ヒルが29ポイントと、その差は30ポイント以上離れており、このままシューマッハが初のチャンピオン戴冠に向けて進んでいくものと思われた。しかし、第8戦イギリスGPからチャンピオンシップの流れが変わり始める。

### シューマッハの失速とヒルの反撃

#### イギリスGPでのペナルティ
イギリスGPでは地元のヒルが意地を見せPPを獲得し、シューマッハは予選2位に留まったが、事件は決勝スタート前のフォーメーションラップにて起こった。フォーメーションラップ上において、予選2位のシューマッハが前方を走るヒルを数度に渡って追い越してしまったのである。フォーメーションラップ上の追い越しはレギュレーション違反であり、ルール上シューマッハはこの場合、最後尾のグリッドからスタートしなければならなかったのだが、そのまま2番グリッドから決勝レースをスタートしてしまった。審判団はルール通りのペナルティを消化していない事実を受けて、シューマッハに対して5秒のペナルティを課したが、今度はそのペナルティの内容について、審判団とベネトンチームの間で誤解が生じてしまう。審判団はピットレーンでの5秒間のペナルティストップを課したつもりであったが、ベネトン側はレース終了後のタイムに5秒加算されるものと思い込んでおり、シューマッハはそのままコース上でのレースを続けてしまった。レースを続けたシューマッハに対し、審判団はペナルティに従っていないと判断。シューマッハに対して黒旗が出される事態となり、決勝レース中にベネトンの首脳陣が慌てて審判団に事情を聴きにいくことになってしまった。結局ベネトン側は処分を受け入れ、シューマッハは黒旗が出されてから6周後にピットレーンでのペナルティストップを行っている。このピットストップの影響もあってイギリスGPではヒルが優勝し、シューマッハは2位という結果となった。しかし、決勝レースから約2週間後の7月26日に、パリのFIA本部にて世界モータースポーツ評議会が招集され、黒旗に従わなかったシューマッハに対してイギリスGPからの失格と次戦からの2戦出場停止の厳しい処分が下されることが決定した。ベネトンチームとシューマッハ側はFIAの控訴裁判所に対して控訴を申請し、その聴聞が行われるまでの第9戦ドイツGPから第11戦ベルギーGPまでの間は処分不確定という形にて、シューマッハの出走がひとまず認められることとなった。

#### ベルギーGPでのペナルティ
イギリスGP後、シューマッハは第9戦ドイツGPではエンジントラブルにてリタイアとなったものの、第10戦ハンガリーGPをピット戦略にて勝利を掴んで第11戦ベルギーGPを迎えた。ベルギーGPを迎えた時点でシューマッハ76ポイント、ヒル45ポイントとその差は依然として31ポイントもあった。予選ではスパ・ウェザーの影響もありPPこそジョーダンのバリチェロに譲ったものの、シューマッハとヒルは2番手、3番手に並んでいる。決勝はシューマッハがトップを快走し、トップを維持したままチェッカーフラッグを受けている。ヒルはチームメイトのクルサードにも先行を許す苦しい展開となったものの、クルサードのリアウイングにトラブルが発生したことで何とか2位を確保した。しかし、レース後の車検が長引き、表彰式のシャンパンファイトが終わってもいっこうに正式結果が発表されない事態が発生する。そして、正式な結果が発表されると、そこにはシューマッハの名前はなく、優勝者は2位にてチェッカーフラッグを受けたデイモン・ヒルの名前が記されていた。実はレース終了後の車検にて、シューマッハのマシンのスキッドブロック(車体底につけられる木の板：ドイツGPからレギュレーションに追加されたもの）が既定の厚さを満たしていなかったことが判明したのである。ベネトン陣営はシューマッハが決勝の18周目で喫した単独スピンの際に削られた結果によるものと主張したものの、審査委員会は発表の通り、シューマッハの失格を正式な結果として採用した。そして、ベルギーGP後に行われた聴聞会の裁定にて、シューマッハのイギリスGPからの失格と次戦からの2戦出場停止の処分が正式に決定され、シューマッハはその後の2戦（第12戦イタリアGPと第13ポルトガルGP）を欠場することになる。
表彰式後のシューマッハ失格の裁定を受け、ベルギーGP終了時点での両者のポイント差は21ポイントという状況へ変わった。千載一遇のチャンスを得ることとなったヒルは、このシューマッハの出場停止中の2戦にて確実に勝利を収め、この2連勝によってシューマッハとヒルとのポイント差はわずか1ポイントとなり、チャンピオン争いの行方は、残り3戦を残して、出場停止の明けるシューマッハとヒルの直接対決という展開となった。

### ラスト3戦の直接対決

#### 第14戦ヨーロッパGP　シューマッハ76ポイント　ヒル75ポイント
ドライバーズチャンピオンシップは終盤での直接対決を迎えた。スペインのへレスサーキットにて開催された第14戦ヨーロッパGP予選では、復帰したシューマッハがPPを獲得し、ヒルが2位とフロントローを分けた。決勝ではシューマッハは3ストップ作戦を敢行。対するヒルは2ストップ作戦を選択。結果、シューマッハが3回目のピットストップを終えるとヒルより20秒近くも前方で首位をキープしており、第1ラウンドはシューマッハが完勝を収めた。ヒルは直前のレースを2連勝してシューマッハとの直接対決に臨んだものの完敗を喫してしまい、改めてシューマッハの強さが浮き彫りになるレースとなってしまった。

#### 第15戦日本GP　シューマッハ86ポイント　ヒル81ポイント
前戦の結果によってヒルはシューマッハより上位の順位にてゴールをしないと、チャンピオン戴冠の可能性が限りなくゼロに近づいてしまうという追い詰められた状況にて第15戦日本GPを迎えた(シューマッハ優勝の場合、ヒルが3位以下ならシューマッハのチャンピオンが確定する状況であった）。日本GPは予選2日目が雨に見舞われ、初日の結果にてグリッドが決まり、シューマッハがPP、ヒルは2番手となった。だが、決勝当日はさらに激しい雨に見舞われてしまう。雨が降りしきる中、決勝レースがスタートするとシューマッハがトップを走り、ヒルは2位に連なった。スタート後に雨足はより激しくなり、一時はセーフティカーも登場し、コース上にてアクアプレーニングにてスピンアウトする車が続出する難しいコンディション下でのレースとなった。そんな折、リタイアした車を撤去作業していたコースマーシャルが、スピンにてコースアウトしてきたマクラーレンのマーティン・ブランドルの車にはねられ、足を骨折してしまうというアクシデントが発生する。このアクシデントのため、レースは赤旗中断となり、審判団は日本GPを再スタート後の2ヒート制（中断前のレースタイムと中断後のレースタイムを合算して順位を決める方式）にて行うことが決定された。
セーフティカーによるローリングスタートによって2回目のレースがスタートすると、1回目と同様にシューマッハがリードしたが、ウィリアムズ陣営はここで一つの賭けに出た。シューマッハの2ストップ作戦を読んだウィリアムズ陣営はヒルにはワンストップ作戦にてレースを闘うことを決定したのである(この唯一の1回のタイヤ交換において、ヒルの右リアタイヤがトラブルで交換できなかったと云われている）。ヒルはシューマッハの2回目のピットインからトップに立つことに成功したものの、終盤を迎えるとタイヤのグリップも失われ、ロックする状況にも陥るなど、ウェットコンディションの中、薄氷を踏むような走りにて何とかゴールに漕ぎ付けている。結局、ヒルは何とか第1ヒートの6.8秒の差を逆転して、見事に優勝を遂げることとなり、この結果によってワールドチャンピオンの行方は最終戦オーストラリアGPにその差1ポイントで持ち越されることとなった。

#### 最終戦オーストラリアGP　シューマッハ92ポイント　ヒル91ポイント
オーストラリアGP予選はヨーロッパGPから復帰していたマンセルがPPを獲得し、2位シューマッハ、3位ヒルと並んだ。決勝はマンセルがスタートで出遅れ、シューマッハがトップに立ち、ヒルが後を追う展開となった。シューマッハとヒルは共にファステストラップを出しながら3位以下を引き離し、その差2秒以内の攻防を続ける緊迫の展開となった。後ろから追うヒルは、シューマッハにトップこそ許したものの、この日はピットストップもシューマッハと同一周回にて行う作戦を立てていた。レース中、常にシューマッハのすぐ後方を走行し、プレッシャーを与え続ける作戦を遂行したのである。そして迎えた36周目、思うようにヒルを突き放せないプレッシャーからか、シューマッハが運転を誤りマシンを滑らせコースアウト。ウォールに右タイヤを激突させながらも何とかコースに復帰するが、後方のヒルがここぞとばかりに右曲がりのコーナーでインを突き追い抜きにかかる。シューマッハはアウト側からマシンを被せて両車は接触。ヒルの左前輪にシューマッハの右後輪が乗り上がる形となり、シューマッハはそのままウォールに激突し、その場でリタイアとなった。シューマッハのリタイアが確定したことにより、ヒルがトップに立ち、このまま5位以上でゴールをすれば逆転でチャンピオンになれる条件が成立したが、シューマッハの車がヒルの左前輪に乗り上がった時にすでにマシンのサスペンションアームが損傷を受けていたため、ヒルはピットまで戻ったもののレース続行不可能となり、リタイアとなってしまった。この瞬間シューマッハが初めてのワールドチャンピオンへの戴冠が決定し、大接戦となった1994年シーズンの戦いに終止符が打たれることとなった。

## 主要チーム概要

### ウィリアムズ
ウィリアムズには前年引退したアラン・プロストに代わってアイルトン・セナが加入し、デイモン・ヒルとコンビを組んだ。新車のFW16はこのシーズンから禁止となったアクティブサスペンションを使用することを前提として開発されていた車であったため、挙動に神経質なところが見られる車に仕上がっていた。また、開発途中にハイテクデバイス禁止のレギュレーションが決定したため、車の完成が開幕直前まで遅れたと言われている。シーズンが開幕すると、セナは開幕から3戦連続でPPを獲得したものの、第2戦パシフィックGP予選ではセナもヒルも同じコーナーで単独スピンを喫しており、セナ自身もマシンの特性に疑問を持つに至り、マシンの内部に何らかの問題があることを感じていた。そうした中で第3戦サンマリノGPにてセナの死亡事故が起きてしまっている。
セナの亡き後には、デイモン・ヒルがエースに昇格し、テストドライバーであったデビッド・クルサードがデビューすることになった。しかし、ヒルは第5戦にてシーズン初優勝を掴んだものの、前述の通りフランスGPまではシューマッハに6勝を許す展開となり、ドライバーズチャンピオンシップでは大きく水をあけられる展開となってしまっていた。ウィリアムズはタイトル争いへの巻き返しをはかり、セナの死亡事故によるF1の人気低下を懸念したFOCAのバーニー・エクレストンの思惑もあって、第7戦フランスGPではアメリカCART選手権参戦中のナイジェル・マンセルを急遽スポット参戦にて復帰させている(マンセルは最終的にアメリカのCARTのシーズン終了後となる第14戦ヨーロッパGPから最終戦までの3戦も出場することになった）。また、事故によるレギュレーション変更に対応しつつ、以前からのマシンの課題の改良にも着手し、第9戦ドイツGPからFW16Bを投入している。ヒルもシューマッハの出場停止中に確実に優勝を遂げる勝負強さを見せ、最終戦までタイトルを争ったものの、残念ながら1ポイント差でドライバーズチャンピオンシップは逃してしまった。
一方、急遽シーズン途中でデビューしたクルサードは、ヒルがチャンピオン争いをしていた影響で、第13戦ポルトガルGPでも首位を走りながらも、チャンピオン争いのヒルに前を譲っての2位に終わるなど、初優勝こそ達成できなかったものの、完走したレースでは入賞しポイントを加算しチームへの貢献は果たした。また、F1に復帰したマンセルも最終戦のオーストラリアGPにてPPを獲得すると、決勝はスタートこそ出遅れたものの、シューマッハとヒルの接触を尻目に首位に躍り出ると、ポールトゥウィンにて優勝を飾り、このマンセルの勝利にてウィリアムズはコンストラクターズタイトル3連覇を達成している。
結局、ウィリアムズはセナの事故死の裁判も抱えながらもシーズンを戦い切り、ドライバーズチャンピオンこそシューマッハに譲ったものの、PP6回（セナ3回、ヒル2回、マンセル1回）、優勝7回（ヒル6勝、マンセル1勝）を積み上げ、コンストラクターズチャンピオンシップにおいて3連覇を達成している。

### ベネトン
ベネトンはこのシーズンから日本のJTがメインスポンサーとなり、マイルドセブンの鮮やかなブルーカラーに変身した。前年在籍したリカルド・パトレーゼと契約更新をせずに空席となったミハエル・シューマッハのパートナーには、ミケーレ・アルボレートとJ.J.レートがオフのテストで競っていたが、最終的にタイムで勝ったJ.J.レートがシートを得ている。しかし、レートは開幕前のテストにてクラッシュし背中と首を負傷したことから、開幕から2戦はテストドライバーのヨス・フェルスタッペンが出走した。エンジンは前年までのHBエンジンシリーズから新型のZETEC-Rエンジンへ変更されている。シーズン中の死亡事故によってベネトンの新車B194は、レギュレーション変更に伴い大きく手が加えられたものの、シューマッハはピット戦略やマシン特性(フォードエンジンは燃費が良かったのと、燃料が少ない状態になると、大きなポテンシャルを発揮した）を生かしたレースによって勝利を重ね、最終的に自身初のワールドチャンピオンに輝いている。
しかし、シューマッハのチャンピオン戴冠の栄誉に浴したものの、この年のベネトンはセカンドドライバーは一様に苦戦を強いられた。レートとフェルスタッペンの両ドライバーでは、わずか11ポイントしか得ることができずに、コンストラクターズタイトルはウィリアムズに届かず2位に終わっており、課題を残している。一方でチーム責任者のフラビオ・ブリアトーレはシーズン中にルノーエンジンを搭載していたリジェチームを買収しオーナーに就任。翌95年シーズンからリジェが使用していたルノーエンジンのベネトンへの供給を引き出すことに成功すると、資金難のロータスからジョニー・ハーバートの契約を買い取りリジェで1戦出走させると、第15戦日本GPからはベネトンに移籍をさせ、そのまま来季のドライバーとして起用している。

### フェラーリ
フェラーリは前年に続いて、ジャン・アレジとゲルハルト・ベルガーのコンビで臨んだ。開幕から新車の412T1を投入し、シーズン途中からレギュレーション変更に対応した412T1Bにて戦っている。この年のフェラーリは、ホッケンハイムリンクで開催された第9戦ドイツGP予選にてベルガーがPPを獲得し、アレジが2位に入り予選フロントローを独占（1990年ポルトガルグランプリ以来60レース振り）。決勝もアレジはすぐにトラブルでリタイアしてしまうもののベルガーがトップを守り切り、3年半（1990年スペイングランプリにてアラン・プロストが達成以来）59レースぶりの優勝を達成した。また、フェラーリの地元イタリアGPではアレジがPPを獲得しベルガーが2位に入り、シーズン2度目の予選フロントロー独占を達成。決勝はアレジを先行させベルガーが後続を抑える作戦を立てて狙い通りの展開に持ち込んだものの、1回目のピットストップにてアレジにギアボックスのトラブルが発生しリタイアしてしまうこととなり、目論見が崩れて残念ながらベルガーの2位のみという結果に終わっている。また、ベルガーは第13戦ポルトガルGPでもPPを獲得するなど活躍を見せた。フェラーリは復活に向けて長いトンネルから脱し、一定の成果を残すことに成功している。シーズン成績ではベルガーが2PP1勝6度の表彰台、アレジが5度の表彰台を獲得し、コンストラクターズ3位を記録した。

### マクラーレン
マクラーレンは前年秋にランボルギーニのエンジンにてテスト走行も行ったものの、結局F１初参戦となるフランスのプジョーのワークスエンジンを搭載することとなった。ドライバーは引き続きミカ・ハッキネンがシートを得ていたが、前年限りで引退したアラン・プロストがテストドライブを行い電撃的な復帰の可能性が報じられるなど、ハッキネンのパートナーが決定するのに時間を要している。結局、プロストの復帰は立ち消え、プジョーがフランス人のフィリップ・アリオーを推していたものの、マーティン・ブランドルがシートを得ている(ブランドルの他、ディレック・ワーウィックやロータスのジョニー・ハーバートの移籍の可能性も報じられていた)。同じフランスのルノーエンジンが隆盛を極めている中でもあり、プジョーにも大きな期待が寄せられていたが、シーズン前半はエンジンのトラブルが多発した。第5戦スペインGPではハッキネンが首位を走ったもののエンジンブローにてリタイアを喫すると、第7戦フランスGPでは、あろうことかルノーの看板の前でエンジンブローしてリタイアとなっている。さらに第8戦イギリスGPではブランドルがスタートの瞬間に一気に派手な炎を上げて早々にレースを終えてしまうなど、エンジンの信頼性の低さが大きな問題であった。後半戦の第11戦ベルギーGPからようやく成績が安定し始め、ハッキネンは4戦連続で表彰台という結果も残し、コンストラクターズ4位こそ確保できたものの、1980年シーズン以来の未勝利(最高位はハッキネン、ブランドル共に2位）となり、低迷したシーズンを過ごしている。結局、これらの結果からプジョーとのパートナーシップはこのシーズン限りで解消となり、翌年に向けては結果的に前年に続きエンジンサプライヤーが交代することとなった。

### ジョーダン
この年のジョーダンは参戦初年度（1991年）以来のコンストラクターズ5位を記録した。このシーズンは前年活躍したルーベンス・バリチェロと前年の日本GPでデビューしたエディ・アーバインのコンビで参戦している。ジョーダンは参戦以来毎年エンジンサプライヤーが変わっていたが、この年は前年から継続したハートエンジンにて参戦した。実質的なルーキーイヤーを迎えたアーバインは、開幕早々に決勝レース中の多重クラッシュの要因を作ったとして、2戦目からの3戦出場停止処分を受けたものの、シーズンを通じて3度の入賞を果たし、一定の評価を得るに至っている。アーバインが出場停止中は、パシフィックGPは鈴木亜久里が、サンマリノGPとモナコGPはアンドレア・デ・チェザリスが代役として出走し、チェザリスがモナコGPで4位入賞を果たした。バリチェロはサンマリノGPの予選で負傷をしてしまったものの、第2戦パシフィックGPでは自身初となる3位表彰台に登ると、第11戦のベルギーGP予選ではウェットコンディションの中、果敢にスリックタイヤでタイムアタックを行いこちらも初めてのPP(当時最年少記録：22歳96日)を獲得するなど活躍を見せている。

### リジェ
リジェは前年の改良型であるJS39Bにて参戦した。ドライバーはルーキーのオリビエ・パニスとエリック・ベルナールのコンビである。JS39Bは決定的に速さが不足していたものの、高い信頼性を武器に粘り強いレースを展開、両ドライバーで5度のリタイアを数えたのみであった。特筆すべきはドイツGPで、パニスは12位、ベルナール14位からのスタートとなったものの、決勝は優勝したベルガー以外の上位陣が総崩れするという荒れた展開となり、リジェの二人はそのまま完走を果たし2位、3位でゴール。チームとしては1980年フランスGP以来の2台揃っての表彰台獲得という快挙を達成している。チームではこのドイツでの成績が効いて、最高位の差によって同ポイントを獲得したティレルを上回り、コンストラクターズ6位を得ることとなった。ドライバーでは、この年デビューイヤーを迎えたオリビエ・パニスが16戦中15戦で完走を果たし（ポルトガルGPはスキッド・ブロックの厚さが足りずに失格となり、公式記録は14戦完走）、リジェのエースとしての評価を得るに至っている。翌年に向けては、シーズン途中でベネトンのフラビオ・ブリアトーレにチームが買収され、使用していたルノーエンジンを失うことが決定したが、オフに無限ホンダエンジンの獲得に成功している。

### ティレル
この年のティレルは3年ぶりに新車を開発し開幕戦から投入した。チームに復帰したハーベイ・ポスルスウェイトがデザインしたティレル・022は、メインスポンサーを持たなかったため車体の白さが目立ったが、予選で度々トップ10に入るなど、印象的な活躍を見せた。前年からジャッドエンジンをベースに開発が進められたヤマハエンジンも頻繁にアップデートを繰りかえし軽量化に成功し、チームの躍進に大きく貢献している。第5戦スペインGPではマーク・ブランデルが3位に入り、チームに3年ぶりの表彰台（そしてティレルの歴史での最後の表彰台）を達成。片山も自身初の入賞を記録、予選でも当時の日本人ドライバー予選順位最高位記録となる5位を2度記録するなど活躍した。チームとしては6度の入賞を果たしたが、最高順位の関係で同ポイントのリジェには及ばず、コンストラクターズ7位となっている。

### ザウバー
参戦2年目を迎えたザウバーは、この年から正式にメルセデス・ベンツがF1への参戦を表明し、「メルセデス・ベンツ・エンジン」としてシーズンを戦った。ドライバーは前年からのカール・ヴェンドリンガーとルーキーのハインツ＝ハラルド・フレンツェンのコンビで参戦している。しかしながら、ザウバーは事故が多発したこのシーズンの中で重大な当事者となってしまった。モナコGP予選においてヴェンドリンガーが頭部を激しく打ち付ける深刻なクラッシュが発生。ヴェンドリンガーは昏睡状態となり、生命維持装置を付けられ約1ヶ月意識が戻らなかった。この事故はセナとラッツェンバーガーの死亡事故が起きたサンマリノGPの次戦だったこともあり、ザウバーはチームとしてモナコGPの決勝を棄権する判断をしている。このヴェンドリンガーの事故を受け、チームはドライバーの頭部を守るサイドプロテクターを独自に車体に設置。後に公式なレギュレーションとしてF1に普及していくこととなる。ヴェンドリンガーは残りのシーズンを欠場し、代役としてアンドレア・デ・チェザリスがシートを得ている。シーズンを通しては、ヴェンドリンガーが入賞2回、フレンツェンが入賞4回（最高位4位）を数え、代役のチェザリスも1回の入賞を果たし、獲得ポイントは前年と変わらなかったものの、コンストラクターズの順位としては8位となっている。

### ロータス
ロータスは結果として、この年を以ってチームが消滅し活動に終止符を打つことになってしまった。この年は無限ホンダエンジンの供給を受けている。ドライバーはジョニー・ハーバートとアレッサンドロ・ザナルディのコンビで参戦したが、前年限りでメインスポンサーのカストロールが支援を打ち切ってしまったため、シーズン中にハーバートの契約が売りに出されたことにより、深刻な資金難が露呈されることとなった。シーズン終盤は複数の持参金ドライバーを起用して何とか最終戦までは参戦を果たしている（日本GPにてミカ・サロがF1デビューしている）。この年のロータス・109は2年ぶりの新車であり、無限ホンダエンジン用に設計したマシンであったが、資金難から開発が進まず遅れをとった。成績面では入賞は記録できず、最新スペックの無限ホンダエンジンがハーバート車にのみ投入されたイタリアGP予選にて4番手を獲得したことが唯一の明るい成果となっている（決勝ではスタート直後の多重クラッシュにて結局赤旗中断からピットスタートとなってしまっている）。ロータスは翌年も参戦するつもりで新車の開発も行っていたものの、シーズン終了後に会社更生法の適用が発表され、1995年1月に全従業員の解雇と1995年シーズン参戦を断念することが発表され、1958年からF1参戦し、通算79勝記録した名門コンストラクターが消滅することとなった。

### シムテック
この年新規参戦を果たしたチームの一つ、シムテックは重大なる事故の当事者となってしまった。前述の通り第3戦サンマリノGP予選にてローランド・ラッツェンバーガーがフロントウイングの脱落によってコントロールを失ってクラッシュし、死亡してしまう重大なる事故が発生している。さらに、第5戦スペインGP予選でもラッツェンバーガーの死亡により空いたシートを得たアンドレア・モンテルミーニがフリー走行にてクラッシュし足を負傷するなど、立て続けに事故が続いてしまった。レースでは共に新規参戦を果たしたパシフィックチームには競り勝ち、予選落ちは2回のみと、ほぼ全てのレースにて決勝に駒を進めることができたものの、資金難の中にあって事故への対応や、レギュレーション変更に対応するのが精一杯となり、このシーズンはテールエンダーが定位置となってしまった。

### パシフィック
国際F3000を戦っていたパシフィックがF1へ新規参戦した。ドライバーはベルトラン・ガショーとポール・ベルモンドのコンビである。パシフィックのPR01は91年にレイナードがF1参戦を目標としていた時の開発途上のシャシーに手を加えたものだったが、3年落ちのシャシーとイルモアエンジンのカスタマー供給では他チームと互角に渡り合える戦闘力を有してはいなかった。開幕戦こそガショーが予選を突破したものの、2台揃って予選を突破したのは前述のヴェンドリンガー負傷によりザウバーが棄権したモナコGP決勝と、モンテルミーニが負傷して棄権したスペインGPのみで、シムテックが1カーエントリーした第6戦カナダGPにてガショーが26位にて突破したのを最後に、以後全戦予選落ちを喫してしまい、目立った成績を残すことができなかった。

## 日本人ドライバー概要
この年は片山右京がシーズンフル参戦（3年目）を果たしたほか、日本人ドライバーのスポット参戦が多く見られたシーズンであった。

### 片山右京
片山右京はF1参戦3年目、ティレル2年目のシーズンを迎えた。開幕前のテスト段階から好調が伝えられていたが、開幕戦ブラジルGPにて自身初の予選トップ10(10位）に入ると、決勝では5位に入り初入賞を記録。セナの事故死の後2ヒート制となったサンマリノGPでも5位に入ると、第8戦イギリスGPでも7位でゴールしたが、シューマッハの失格により順位が繰り上がり、6位入賞となった。第9戦ドイツGPでは、当時日本人ドライバー予選順位最高位新記録となる5番手を獲得している(それまでは中嶋悟と鈴木亜久里の6位。片山は翌第10戦ハンガリーGP予選でも5位を獲得した）。肝心のマシン自体の信頼性が低く入賞自体は3度に留まったものの、ドイツGPでリタイアをするまでの間の3位走行や、イタリアGPでは予選14番手からのスタートとなったものの、フェラーリのベルガーを先頭とする2位集団につけ、ウィリアムズのヒルやクルサードのすぐ後方でレースを続けるなど、目覚ましい活躍を見せた。この年の片山の走りは度々注目され、ベネトンから1995年シーズンのシートのオファーを受けたとされるものの、片山の個人スポンサーの意志もあり移籍は実現せずに翌年もティレルから参戦することになる。

### 鈴木亜久里
鈴木亜久里はこの年、条件面での折り合いがつかずにF1浪人状態で過ごしていたものの、開幕早々にジョーダンのアーバインが出場停止処分を受けるに至って、ジョーダンから第2戦パシフィックGPへのスポット参戦のオファーを受け、参戦を果たした。しかし、予選20位とチームメイトのバリチェロからは大きく離され、決勝もマシントラブルによりリタイアとなっている。ジョーダンからはアーバインの出場停止分のサンマリノGPとモナコGPのオファーも受けていたが、鈴木自身の判断によりオファーを断っており、パシフィックGPでの1戦のみの出場にとどまっている。

### 野田英樹
国際F3000選手権に参戦していた野田英樹が第14戦ヨーロッパGPから最終戦オーストラリアGPまでの3戦にラルースからスポット参戦を果たしている。しかし、ラルースも財政難の状態にあり競争力を持っているマシンではなく、残念ながら大きなアピールはできずに3戦全てマシントラブルによるリタイアという結果に終わってしまった。野田は翌シーズンからシムテックにフル参戦するシートを確保したものの、オフの阪神淡路大震災の発生により、野田のスポンサーからの資金が予定より滞る事態が起こってしまい、開幕からの参戦を断念せざるを得ない状況となってしまった。結果として、不運にも野田が参戦する前にシムテックチームが撤退する事態が起こり、結果として野田のキャリアにおけるF1参戦はこの年のラルースからの3戦のみとなってしまった。

### 井上隆智穂
国際F3000選手権からもう一人、井上隆智穂が第15戦日本GPのみにシムテックからスポット参戦を果たしている。予選26位から決勝に臨んだものの、レースはあいにくの大雨にたたられ、3周目にスピンアウトしてリタイアとなっている。井上は翌95年シーズンはアロウズにシートを得て、日本人としては4人目のフル参戦ドライバーとなった。

## トピック
- プロストの引退に伴い、開幕戦を迎えた時点ではアイルトン・セナが唯一のチャンピオン経験者であり、F1にも世代交代の波が押し寄せていたシーズンでもあった。
- 前述の理由でアメリカCART選手権参戦中のナイジェル・マンセルがF1へ復帰。豪雨に見舞われた日本GPではフェラーリのアレジと激しいバトルを繰り広げ、オーストラリアGPではシューマッハとヒルの接触事故を尻目にポールトゥウィンを成し遂げた。マンセルは翌年もマクラーレンからエントリーし、数戦に参戦したものの、最終戦のオーストラリアGPでの記録が生涯最後のPPと優勝になっている。
- 前述の通り、片山右京がベネトンから翌年の移籍オファーを受けたものの、ティレルとの契約に対する莫大なる違約金が発生することもあり移籍は実現しなかった。ベネトンのシートを掴んだジョニー・ハーバートが翌シーズン2勝を挙げたことにより、今でも“たられば〟で語られることがある幻の移籍話である。
- 事故による負傷や、クラッシュの原因を作ったことによる出場停止が多くドライバーの欠場が多く見られたシーズンであった。シーズンを通してドライバー交代がなかったチームは参戦14チーム中ティレルを含めて、フットワーク、ミナルディ、パシフィックの4チームのみであった。
- 前述のロータスに加えて、1987年シーズンから参戦し日本人ドライバーが多数所属してきたラルースも、結果としてこの年限りでF1から撤退している。ラルースも95年シーズンに向けて準備を進めていたものの、開幕直前になっても変更されたレギュレーションに合わせたマシンを用意できる見通しが立たなかったことから95年シーズンの参戦を断念した経緯がある。
- 鈴鹿サーキットで行われた日本GPの他に、TIサーキット英田でパシフィックグランプリが行われ、初めて日本で2つのグランプリが開催された。
- この年F1デビューとなったのはウィリアムズのテストドライバーデビッド・クルサード、リジェのオリビエ・パニス、ザウバーのハインツ＝ハラルド・フレンツェン、ベネトンのヨス・フェルスタッペン、ロータスのミカ・サロ、シムテックの井上隆智穂。一方で、ミケーレ・アルボレート、フィリップ・アリオー、アンドレア・デ・チェザリス、クリスチャン・フィッティパルディ、エリック・ベルナール、ヤニック・ダルマス、エリック・コマス、J.J.レート、デビッド・ブラバム、ポール・ベルモンドは、この年が最後のF1シーズンとなった。

## 開催地及び勝者
| ラウンド | レース                   | 開催日   | 開催地                 | ポールポジション       | ファステストラップ     | 優勝者                 | コンストラクター    | レポート |
| -------- | ------------------------ | -------- | ---------------------- | ---------------------- | ---------------------- | ---------------------- | ------------------- | -------- |
| 1        | ブラジルグランプリ       | 3月27日  | インテルラゴス         | アイルトン・セナ       | ミハエル・シューマッハ | ミハエル・シューマッハ | ベネトン-フォード   | 詳細     |
| 2        | パシフィックグランプリ   | 4月17日  | 英田                   | アイルトン・セナ       | ミハエル・シューマッハ | ミハエル・シューマッハ | ベネトン-フォード   | 詳細     |
| 3        | サンマリノグランプリ     | 5月1日   | イモラ                 | アイルトン・セナ       | デイモン・ヒル         | ミハエル・シューマッハ | ベネトン-フォード   | 詳細     |
| 4        | モナコグランプリ         | 5月15日  | モナコ                 | ミハエル・シューマッハ | ミハエル・シューマッハ | ミハエル・シューマッハ | ベネトン-フォード   | 詳細     |
| 5        | スペイングランプリ       | 5月29日  | バルセロナ             | ミハエル・シューマッハ | ミハエル・シューマッハ | デイモン・ヒル         | ウィリアムズ-ルノー | 詳細     |
| 6        | カナダグランプリ         | 6月12日  | モントリオール         | ミハエル・シューマッハ | ミハエル・シューマッハ | ミハエル・シューマッハ | ベネトン-フォード   | 詳細     |
| 7        | フランスグランプリ       | 7月3日   | マニクール             | デイモン・ヒル         | デイモン・ヒル         | ミハエル・シューマッハ | ベネトン-フォード   | 詳細     |
| 8        | イギリスグランプリ       | 7月10日  | シルバーストン         | デイモン・ヒル         | デイモン・ヒル         | デイモン・ヒル         | ウィリアムズ-ルノー | 詳細     |
| 9        | ドイツグランプリ         | 7月31日  | ホッケンハイムリンク   | ゲルハルト・ベルガー   | デビッド・クルサード   | ゲルハルト・ベルガー   | フェラーリ          | 詳細     |
| 10       | ハンガリーグランプリ     | 8月14日  | ハンガロリンク         | ミハエル・シューマッハ | ミハエル・シューマッハ | ミハエル・シューマッハ | ベネトン-フォード   | 詳細     |
| 11       | ベルギーグランプリ       | 8月28日  | スパ・フランコルシャン | ルーベンス・バリチェロ | デイモン・ヒル         | デイモン・ヒル         | ウィリアムズ-ルノー | 詳細     |
| 12       | イタリアグランプリ       | 9月11日  | モンツァ               | ジャン・アレジ         | デイモン・ヒル         | デイモン・ヒル         | ウィリアムズ-ルノー | 詳細     |
| 13       | ポルトガルグランプリ     | 9月25日  | エストリル             | ゲルハルト・ベルガー   | デビッド・クルサード   | デイモン・ヒル         | ウィリアムズ-ルノー | 詳細     |
| 14       | ヨーロッパグランプリ     | 10月16日 | ヘレス                 | ミハエル・シューマッハ | ミハエル・シューマッハ | ミハエル・シューマッハ | ベネトン-フォード   | 詳細     |
| 15       | 日本グランプリ           | 11月6日  | 鈴鹿                   | ミハエル・シューマッハ | デイモン・ヒル         | デイモン・ヒル         | ウィリアムズ-ルノー | 詳細     |
| 16       | オーストラリアグランプリ | 11月13日 | アデレード             | ナイジェル・マンセル   | ミハエル・シューマッハ | ナイジェル・マンセル   | ウィリアムズ-ルノー | 詳細     |

- アルゼンチングランプリは10月16日開催予定であったが、1991年から行われていた改修工事が完了しなかったため中止となった。代わりにヘレスでヨーロッパグランプリとして開催された[7]。

## エントリーリスト
| エントラント                                                  | コンストラクタ | シャーシ     | エンジン                   | タイヤ | ドライバー |
| ------------------------------------------------------------- | -------------- | ------------ | -------------------------- | ------ | --- |
| ロスマンズ・ウィリアムズ・ルノー                              | ウィリアムズ   | FW16 FW16B   | ルノーRS6(V10)             | G      | 0.デイモン・ヒル 2.アイルトン・セナ (2.)デビッド・クルサード (2.)ナイジェル・マンセル                                                                                         |
| ティレル・レーシング・オーガナイゼーション                    | ティレル       | 022          | ヤマハOX10B(V10)           | G      | 3.片山右京 4.マーク・ブランデル |
| マイルドセブン・ベネトン・フォード                            | ベネトン       | B194         | フォードZETEC-R(V8)        | G      | 5.ミハエル・シューマッハ (5.)J.J.レート 6.J.J.レート (6.)ヨス・フェルスタッペン (6.)ジョニー・ハーバート                                                                      |
| マールボロ・マクラーレン・プジョー                            | マクラーレン   | MP4/9        | プジョーA10(V10)           | G      | 7.ミカ・ハッキネン (7.)フィリップ・アリオー 8.マーティン・ブランドル |
| フットワーク・フォード                                        | フットワーク   | FA15         | フォードHB8(V8)            | G      | 9.クリスチャン・フィッティパルディ 10.ジャンニ・モルビデリ |
| チーム・ロータス                                              | ロータス       | 107C 109     | 無限MF351HC,HD(V10)        | G      | 11.ペドロ・ラミー (11.)アレッサンドロ・ザナルディ (11.)フィリップ・アダムス (11.)エリック・ベルナール (11.)ミカ・サロ 12.ジョニー・ハーバート (12.)アレッサンドロ・ザナルディ |
| サソル・ジョーダン                                            | ジョーダン     | 194          | ハート(V10)                | G      | 14.ルーベンス・バリチェロ 15.エディ・アーバイン (15.)鈴木亜久里 (15.)アンドレア・デ・チェザリス                                                                               |
| トゥテル・ラルースF1                                          | ラルース       | LH94         | フォードHB7 (V8)           | G      | 19.オリビエ・ベレッタ (19.)フィリップ・アリオー (19.)ヤニック・ダルマス (19.)野田英樹 20.エリック・コマス (20.)ジャン＝デニス・デレトラズ                                     |
| ミナルディ・スクーデリア・イタリア                            | ミナルディ     | M193B M194   | フォードHB6,7(V8)          | G      | 23.ピエルルイジ・マルティニ 24.ミケーレ・アルボレート |
| リジェ・ジタン・ブロンド                                      | リジェ         | JS39B        | ルノーRS6(V10)             | G      | 25.エリック・ベルナール (25.)ジョニー・ハーバート (25.)フランク・ラゴルス 26.オリビエ・パニス                                                                                 |
| スクーデリア・フェラーリ                                      | フェラーリ     | 412T1 412T1B | フェラーリTipo042,043(V12) | G      | 27.ジャン・アレジ (27.)ニコラ・ラリーニ 28.ゲルハルト・ベルガー |
| ブローカー・ザウバー・メルセデス ザウバー・メルセデス・ベンツ | ザウバー       | C13          | メルセデス2175A(V10)       | G      | 29.カール・ヴェンドリンガー (29.)アンドレア・デ・チェザリス (29.)J.J.レート 30.ハインツ＝ハラルド・フレンツェン                                                               |
| MTV・シムテック・フォード                                     | シムテック     | S941         | フォードHB5,6(V8)          | G      | 31.デビッド・ブラバム 32.ローランド・ラッツェンバーガー (32.)アンドレア・モンテルミーニ (32.)ジャン＝マルク・グーノン (32.)ドメニコ・スキャッタレーラ (32.)井上隆智穂         |
| パシフィック・グランプリ Ltd                                  | パシフィック   | PR01         | イルモア2175A(V10)         | G      | 33.ポール・ベルモンド 34.ベルトラン・ガショー |

### エントラント名変更
- ザウバーは第7戦以降はザウバー・メルセデス・ベンツに変更。

### エンジン変更
- ミナルディは、第4戦までHBシリーズ6、第5戦以降はシリーズ7を使用。
- シムテックは、第4戦までHBシリーズ5、第5戦以降はシリーズ6を使用。

### ドライバー変更
- ウィリアムズのNo.2は、第4戦は欠場。第5,6戦と第8戦から第13戦はクルサードが、第7戦と第14戦以降はマンセルがドライブ。
- ベネトンのNo.6は、第1,2戦と第7戦から第14戦はフェルスタッペンが、第3戦から第6戦はレートが、第15戦以降はハーバートがドライブ。
- マクラーレンのNo.7は、第10戦のみアリオーがドライブ。
- フェラーリのNo.27は、第2,3戦はラリーニがドライブ。

## 1994年のドライバーズランキング
| 順位 | ドライバー                       | BRA | PAC | SMR | MON | ESP | CAN | FRA | GBR | GER | HUN | BEL | ITA | POR | EUR | JPN | AUS | ポイント |
| ---- | -------------------------------- | --- | --- | --- | --- | --- | --- | --- | --- | --- | --- | --- | --- | --- | --- | --- | --- | -------- |
| 1    | ミハエル・シューマッハ           | 1   | 1   | 1   | 1   | 2   | 1   | 1   | DSQ | Ret | 1   | DSQ | EX  | EX  | 1   | 2   | Ret | 92       |
| 2    | デイモン・ヒル                   | 2   | Ret | 6   | Ret | 1   | 2   | 2   | 1   | 8   | 2   | 1   | 1   | 1   | 2   | 1   | Ret | 91       |
| 3    | ゲルハルト・ベルガー             | Ret | 2   | Ret | 3   | Ret | 4   | 3   | Ret | 1   | 12  | Ret | 2   | Ret | 5   | Ret | 2   | 41       |
| 4    | ミカ・ハッキネン                 | Ret | Ret | 3   | Ret | Ret | Ret | Ret | 3   | Ret |     | 2   | 3   | 3   | 3   | 7   | 12  | 26       |
| 5    | ジャン・アレジ                   | 3   |     |     | 5   | 4   | 3   | Ret | 2   | Ret | Ret | Ret | Ret | Ret | 10  | 3   | 6   | 24       |
| 6    | ルーベンス・バリチェロ           | 4   | 3   | DNQ | Ret | Ret | 7   | Ret | 4   | Ret | Ret | Ret | 4   | 4   | 12  | Ret | 4   | 19       |
| 7    | マーティン・ブランドル           | Ret | Ret | 8   | 2   | 11  | Ret | Ret | Ret | Ret | 4   | Ret | 5   | 6   | Ret | Ret | 3   | 16       |
| 8    | デビッド・クルサード             |     |     |     |     | Ret | 5   |     | 5   | Ret | Ret | 4   | 6   | 2   |     |     |     | 14       |
| 9    | ナイジェル・マンセル             |     |     |     |     |     |     | Ret |     |     |     |     |     |     | Ret | 4   | 1   | 13       |
| 10   | ヨス・フェルスタッペン           | Ret | Ret |     |     |     |     | Ret | 8   | Ret | 3   | 3   | Ret | 5   | Ret |     |     | 10       |
| 11   | オリビエ・パニス                 | 11  | 9   | 11  | 9   | 7   | 12  | Ret | 12  | 2   | 6   | 7   | 10  | DSQ | 9   | 11  | 5   | 9        |
| 12   | マーク・ブランデル               | Ret | Ret | 9   | Ret | 3   | 10  | 10  | Ret | Ret | 5   | 5   | Ret | Ret | 13  | Ret | Ret | 8        |
| 13   | ハインツ＝ハラルド・フレンツェン | Ret | 5   | 7   | WD  | Ret | Ret | 4   | 7   | Ret | Ret | Ret | Ret | Ret | 6   | 6   | 7   | 7        |
| 14   | ニコラ・ラリーニ                 |     | Ret | 2   |     |     |     |     |     |     |     |     |     |     |     |     |     | 6        |
| 15   | クリスチャン・フィッティパルディ | Ret | 4   | 13  | Ret | Ret | DSQ | 8   | 9   | 4   | 14  | Ret | Ret | 8   | 17  | 8   | 8   | 6        |
| 16   | エディ・アーバイン               | Ret | EX  | EX  | EX  | 6   | Ret | Ret | Ret | Ret | Ret | 13  | Ret | 7   | 4   | 5   | Ret | 6        |
| 17   | 片山右京                         | 5   | Ret | 5   | Ret | Ret | Ret | Ret | 6   | Ret | Ret | Ret | Ret | Ret | 7   | Ret | Ret | 5        |
| 18   | エリック・ベルナール             | Ret | 10  | 12  | Ret | 8   | 13  | Ret | 13  | 3   | 10  | 10  | 7   | 10  | 18  |     |     | 4        |
| 19   | カール・ヴェンドリンガー         | 6   | Ret | 4   | WD  |     |     |     |     |     |     |     |     |     |     |     |     | 4        |
| 20   | アンドレア・デ・チェザリス       |     |     | Ret | 4   |     | Ret | 6   | Ret | Ret | Ret | Ret | Ret | Ret | Ret |     |     | 4        |
| 21   | ピエルルイジ・マルティニ         | 8   | Ret | Ret | Ret | 5   | 9   | 5   | 10  | Ret | Ret | 8   | Ret | 12  | 15  | Ret | 9   | 4        |
| 22   | ジャンニ・モルビデリ             | Ret | Ret | Ret | Ret | Ret | Ret | Ret | Ret | 5   | Ret | 6   | Ret | 9   | 11  | Ret | Ret | 3        |
| 23   | エリック・コマス                 | 9   | 6   | Ret | 10  | Ret | Ret | 11  | Ret | 6   | 8   | Ret | 8   | Ret | Ret | 9   |     | 2        |
| 24   | J.J.レート                       |     |     | Ret | 7   | Ret | 6   |     |     |     |     |     | 9   | Ret |     | Ret | 10  | 1        |
| 25   | ミケーレ・アルボレート           | Ret | Ret | Ret | 6   | Ret | 11  | Ret | Ret | Ret | 7   | 9   | Ret | 13  | 14  | Ret | Ret | 1        |
| -    | ジョニー・ハーバート             | 7   | 7   | 10  | Ret | Ret | 8   | 7   | 11  | Ret | Ret | 12  | Ret | 11  | 8   | Ret | Ret | 0        |
| -    | オリビエ・ベレッタ               | Ret | Ret | Ret | 8   | Ret | Ret | Ret | 14  | 7   | 9   |     |     |     |     |     |     | 0        |
| -    | ペドロ・ラミー                   | 10  | 8   | Ret | 11  |     |     |     |     |     |     |     |     |     |     |     |     | 0        |
| -    | ジャン＝マルク・グーノン         |     |     |     |     |     |     | 9   | 16  | Ret | Ret | 11  | Ret | 15  |     |     |     | 0        |
| -    | アレッサンドロ・ザナルディ       |     |     |     |     | 9   | 15  | Ret | Ret | Ret | 13  |     | Ret |     | 16  | 13  | Ret | 0        |
| -    | デビッド・ブラバム               | 12  | Ret | Ret | Ret | 10  | 14  | Ret | 15  | Ret | 11  | Ret | Ret | Ret | Ret | 12  | Ret | 0        |
| -    | ミカ・サロ                       |     |     |     |     |     |     |     |     |     |     |     |     |     |     | 10  | Ret | 0        |
| -    | ローランド・ラッツェンバーガー†  | DNQ | 11  | DNS |     |     |     |     |     |     |     |     |     |     |     |     |     | 0        |
| -    | フランク・ラゴルス               |     |     |     |     |     |     |     |     |     |     |     |     |     |     | Ret | 11  | 0        |
| -    | ヤニック・ダルマス               |     |     |     |     |     |     |     |     |     |     |     | Ret | 14  |     |     |     | 0        |
| -    | フィリップ・アダムス             |     |     |     |     |     |     |     |     |     |     | Ret |     | 16  |     |     |     | 0        |
| -    | ドメニコ・スキャッタレーラ       |     |     |     |     |     |     |     |     |     |     |     |     |     | 19  |     | Ret | 0        |
| -    | ベルトラン・ガショー             | Ret | DNQ | Ret | Ret | Ret | Ret | DNQ | DNQ | DNQ | DNQ | DNQ | DNQ | DNQ | DNQ | DNQ | DNQ | 0        |
| -    | アイルトン・セナ†                | Ret | Ret | Ret |     |     |     |     |     |     |     |     |     |     |     |     |     | 0        |
| -    | 野田英樹                         |     |     |     |     |     |     |     |     |     |     |     |     |     | Ret | Ret | Ret | 0        |
| -    | ポール・ベルモンド               | DNQ | DNQ | DNQ | Ret | Ret | DNQ | DNQ | DNQ | DNQ | DNQ | DNQ | DNQ | DNQ | DNQ | DNQ | DNQ | 0        |
| -    | フィリップ・アリオー             |     |     |     |     |     |     |     |     |     | Ret | Ret |     |     |     |     |     | 0        |
| -    | 鈴木亜久里                       |     | Ret |     |     |     |     |     |     |     |     |     |     |     |     |     |     | 0        |
| -    | 井上隆智穂                       |     |     |     |     |     |     |     |     |     |     |     |     |     |     | Ret |     | 0        |
| -    | ジャン＝デニス・デレトラズ       |     |     |     |     |     |     |     |     |     |     |     |     |     |     |     | Ret | 0        |
| -    | アンドレア・モンテルミーニ       |     |     |     |     | DNQ |     |     |     |     |     |     |     |     |     |     |     | 0        |
| 順位 | ドライバー                       | BRA | PAC | SMR | MON | ESP | CAN | FRA | GBR | GER | HUN | BEL | ITA | POR | EUR | JPN | AUS | ポイント |

| 色   | 結果                                    |
| ---- | --------------------------------------- |
| 金色 | 勝者                                    |
| 銀色 | 2位                                     |
| 銅色 | 3位                                     |
| 緑   | ポイント獲得                            |
| 青   | 完走                                    |
| 青   | † 完走扱い（全周回数の90%以上走行）     |
| 青   | 規定周回数不足（NC）                    |
| 紫   | リタイア（Ret）                         |
| 赤   | 予選不通過（DNQ）                       |
| 赤   | 予備予選不通過（DNPQ）                  |
| 黒   | 失格（DSQ）                             |
| 白   | スタートせず（DNS）                     |
| 白   | レース中止（C）                         |
| 水色 | プラクティスのみ（PO）                  |
| 水色 | 金曜日テストドライバー（TD） 2003年以降 |
| 空欄 | プラクティス出走せず（DNP）             |
| 空欄 | 除外 (EX)                               |
| 空欄 | 到着せず (DNA)                          |
| 空欄 | 欠場 (WD)                               |

## 1994年のコンストラクターズランキング
| 順位 | コンストラクター      | 車番 | BRA | PAC | SMR | MON | ESP | CAN | FRA | GBR | GER | HUN | BEL | ITA | POR | EUR | JPN | AUS | ポイント |
| ---- | --------------------- | ---- | --- | --- | --- | --- | --- | --- | --- | --- | --- | --- | --- | --- | --- | --- | --- | --- | -------- |
| 1    | ウィリアムズ-ルノー   | 0    | 2   | Ret | 6   | Ret | 1   | 2   | 2   | 1   | 8   | 2   | 1   | 1   | 1   | 2   | 1   | Ret | 118      |
| 1    | ウィリアムズ-ルノー   | 2    | Ret | Ret | Ret |     | Ret | 5   | Ret | 5   | Ret | Ret | 4   | 6   | 2   | Ret | 4   | 1   | 118      |
| 2    | ベネトン-フォード     | 5    | 1   | 1   | 1   | 1   | 2   | 1   | 1   | DSQ | Ret | 1   | DSQ | 9   | Ret | 1   | 2   | Ret | 103      |
| 2    | ベネトン-フォード     | 6    | Ret | Ret | Ret | 7   | Ret | 6   | Ret | 8   | Ret | 3   | 3   | Ret | 5   | Ret | Ret | Ret | 103      |
| 3    | フェラーリ            | 27   | 3   | Ret | 2   | 5   | 4   | 3   | Ret | 2   | Ret | Ret | Ret | Ret | Ret | 10  | 3   | 6   | 71       |
| 3    | フェラーリ            | 28   | Ret | 2   | Ret | 3   | Ret | 4   | 3   | Ret | 1   | 12  | Ret | 2   | Ret | 5   | Ret | 2   | 71       |
| 4    | マクラーレン-プジョー | 7    | Ret | Ret | 3   | Ret | Ret | Ret | Ret | 3   | Ret | Ret | 2   | 3   | 3   | 3   | 7   | 12  | 42       |
| 4    | マクラーレン-プジョー | 8    | Ret | Ret | 8   | 2   | 11  | Ret | Ret | Ret | Ret | 4   | Ret | 5   | 6   | Ret | Ret | 3   | 42       |
| 5    | ジョーダン-ハート     | 14   | 4   | 3   | DNQ | Ret | Ret | 7   | Ret | 4   | Ret | Ret | Ret | 4   | 4   | 12  | Ret | 4   | 28       |
| 5    | ジョーダン-ハート     | 15   | Ret | Ret | Ret | 4   | 6   | Ret | Ret | Ret | Ret | Ret | 13  | Ret | 7   | 4   | 5   | Ret | 28       |
| 6    | リジェ-ルノー         | 25   | Ret | 10  | 12  | Ret | 8   | 13  | Ret | 13  | 3   | 10  | 10  | 7   | 10  | 8   | Ret | 11  | 13       |
| 6    | リジェ-ルノー         | 26   | 11  | 9   | 11  | 9   | 7   | 12  | Ret | 12  | 2   | 6   | 7   | 10  | DSQ | 9   | 11  | 5   | 13       |
| 7    | ティレル-ヤマハ       | 3    | 5   | Ret | 5   | Ret | Ret | Ret | Ret | 6   | Ret | Ret | Ret | Ret | Ret | 7   | Ret | Ret | 13       |
| 7    | ティレル-ヤマハ       | 4    | Ret | Ret | 9   | Ret | 3   | 10  | 10  | Ret | Ret | 5   | 5   | Ret | Ret | 13  | Ret | Ret | 13       |
| 8    | ザウバー-メルセデス   | 29   | 6   | Ret | 4   | WD  |     | Ret | 6   | Ret | Ret | Ret | Ret | Ret | Ret | Ret | Ret | 10  | 12       |
| 8    | ザウバー-メルセデス   | 30   | Ret | 5   | 7   | WD  | Ret | Ret | 4   | 7   | Ret | Ret | Ret | Ret | Ret | 6   | 6   | 7   | 12       |
| 9    | フットワーク-フォード | 9    | Ret | 4   | 13  | Ret | Ret | DSQ | 8   | 9   | 4   | 14  | Ret | Ret | 8   | 17  | 8   | 8   | 9        |
| 9    | フットワーク-フォード | 10   | Ret | Ret | Ret | Ret | Ret | Ret | Ret | Ret | 5   | Ret | 6   | Ret | 9   | 11  | Ret | Ret | 9        |
| 10   | ミナルディ-フォード   | 23   | 8   | Ret | Ret | Ret | 5   | 9   | 5   | 10  | Ret | Ret | 8   | Ret | 12  | 15  | Ret | 9   | 5        |
| 10   | ミナルディ-フォード   | 24   | Ret | Ret | Ret | 6   | Ret | 11  | Ret | Ret | Ret | 7   | 9   | Ret | 13  | 14  | Ret | Ret | 5        |
| 11   | ラルース-フォード     | 19   | 9   | 6   | Ret | 10  | Ret | Ret | 11  | Ret | 6   | 8   | Ret | 8   | Ret | Ret | 9   | Ret | 2        |
| 11   | ラルース-フォード     | 20   | Ret | Ret | Ret | 8   | Ret | Ret | Ret | 14  | 7   | 9   | Ret | Ret | 14  | Ret | Ret | Ret | 2        |
| -    | ロータス-無限ホンダ   | 11   | 10  | 8   | Ret | 11  | 9   | 15  | Ret | Ret | Ret | 13  | Ret | Ret | 16  | 16  | 13  | Ret | 0        |
| -    | ロータス-無限ホンダ   | 12   | 7   | 7   | 10  | Ret | Ret | 8   | 7   | 11  | Ret | Ret | 12  | Ret | 11  | 18  | 10  | Ret | 0        |
| -    | シムテック-フォード   | 31   | 12  | Ret | Ret | Ret | 10  | 14  | Ret | 15  | Ret | 11  | Ret | Ret | Ret | Ret | 12  | Ret | 0        |
| -    | シムテック-フォード   | 32   | DNQ | 11  | DNS |     | DNQ |     | 9   | 16  | Ret | Ret | 11  | Ret | 15  | 19  | Ret | Ret | 0        |
| -    | パシフィック-イルモア | 33   | DNQ | DNQ | DNQ | Ret | Ret | DNQ | DNQ | DNQ | DNQ | DNQ | DNQ | DNQ | DNQ | DNQ | DNQ | DNQ | 0        |
| -    | パシフィック-イルモア | 34   | Ret | DNQ | Ret | Ret | Ret | Ret | DNQ | DNQ | DNQ | DNQ | DNQ | DNQ | DNQ | DNQ | DNQ | DNQ | 0        |
| 順位 | コンストラクター      | 車番 | BRA | PAC | SMR | MON | ESP | CAN | FRA | GBR | GER | HUN | BEL | ITA | POR | EUR | JPN | AUS | ポイント |

## 参照
1. ↑  一例を挙げれば、リヤタイヤ幅が18インチから15インチに縮小したことなど。
2. ↑  1989年のターボエンジン禁止を例にすれば、1986年に議論が始まり、1987年に89年からターボ禁止のレギュレーションを導入するという内容が発表された。そのため、禁止が確定しても1から2年程度先の話だと思われていた。
3. ↑  後年の話でいえば、2017年を以て廃止された空力パーツのシャークフィンだが、当初は2018年も存続する予定であったが、シーズン終盤にそれぞれのチームの思惑によって廃止が決定。その結果、急遽リアウイングの設計変更が必要になったという事例がある。シャークフィン反対に回ったマクラーレンの狙いは？www.topnews.jp（2017年11月25日）2020年3月16日閲覧
4. ↑  例えば、1988年の過給機付きエンジンの過給圧制限のようなハイテク装備以外での戦闘力の均衡化は行われていなかった。
5. ↑  ただし、セナと同じく決勝戦のレース走行中にコース上で死亡したのは、1974年のヘルムート・コイニク以来。また、GP中のコース上での事故死としてはパレッティが最後となるが、彼は「スタート直後、エンジンストールで停止していたマシンに自身が衝突し死亡」という原因なため、厳密に言えばセナと状況が異なっている。
6. ↑  紆余曲折あったが、ロータスという名自体は2011年に復活する。
7. ↑  June 1994 Motorsport Information